# Тадеуш Ломницький
Тадеуш Ломницький (пол. Tadeusz Łomnicki; 18 липня 1927, Підгайці, Польща, нині Україна — 22 лютого 1992, Познань) — польський актор, один з найбільш знаменитих польських акторів театру і кіно свого часу. Перш за все він запам'ятався своїми театральними роботами, в тому числі роллю кордіала в однойменній п'єсі Юліуша Словацького; в кінематографі прославився великою роллю в екранізації роману Генрика Сенкевича «Пан Володиєвський» (1969). Був також викладачем і ректором Державної театральної школи Варшави. У 1975—1981 роках член ЦК ПОРП. Брат польського режисера і сценариста Яна Ломницького.

## Біографія
Народився в Підгайцях в сім'ї поштового службовця і вчительки. Закінчивши школу торгової справи в Дембіці, він переселився до Кракова, де почав працювати залізничним робітникам і одночасно навчався грі на скрипці. Коли почалася Друга світова війна, Ломницький воював з німцями в лавах організації «Сірі Шеренги». У роки окупації Польщі був солдатом Армії крайової.
У 1944 році, після звільнення Кракова, Ломницький вступив в місцеву міліцію, але через рік її покинув, щоб здійснити свою мрію про акторську кар'єру. У 1945 році він витримав іспити в акторській школі Старого театру, одного з найпрестижніших польських театрів того часу. Дебютував в епізодичній ролі на сцені Старого театру, потім недовгий час грав у Театрі Словацького в Кракові і в муніципальному театрі в Катовицях. Він отримав премію шекспірівського фестивалю, що проходив у Варшаві за роль Пака в п'єсі У. Шекспіра «Сон в літню ніч».
У 1949 році Ломницький остаточно оселився у Варшаві і був прийнятий в трупу одного з кращих польських театрів того часу — Сучасного театру (Театр Вспулчесни), очолюваного Ервіном Аксером. В цей же час він спробував свої сили як драматург, дві його п'єси були поставлені в Кельцях і в Кракові. У 1956—1957 роках Ломницький виступав одночасно в Національному театрі, коли його очолював Аксер, — заголовна роль в п'єсі Юліуша Словацького «Кордиан» принесла йому найбільшу популярність. У 1956 році він закінчив режисерський факультет Театральної академії ім. А. Зельверовича в Варшаві.
У 1955 році Тадеуш Ломницький зіграв свою першу велику кінороль — у фільмі Анджея Вайди «Покоління». Цей фільм став першою великою роботою Вайди, Ломницький з цього часу був одним з найбільш відомих за кордоном акторів польського кінематографа. Надалі він знімався у фільмах, що стали відомі за межами Польщі, таких як «Безневинні чародії» Вайди (1960), «Eroica» Анджея Мунка (1958) і «База мертвих» Чеслава Петельського. У 1969 році він знявся в ролі Міхала Володиєвського в фільмах «Пан Володиєвський» і «Потоп» режисера Єжи Гоффмана, в 1975 останній з них був номінований на премію «Оскар» в номінації «Кращий фільм іноземною мовою».
Ломницький продовжував грати в Сучасному театрі до 1974 року, найбільше визнання принесли йому головні ролі в «Іфігенії в Тавриді» Йоганна Гете, «Кар'єрі Артуро Уї» Бертольта Брехта, «Довічне ув'язнення» Олександра Фредро, роль Едгара в п'єсі Фрідріха Дюрренматта «Граємо Стріндберга» і роль Микити в п'єсі Л. Толстого «Влада темряви». У період з 1970 по 1981 рік Ломницький займав пост ректора Державної вищої театральної школи у Варшаві, своєї альма-матер. За роки перебування на цій посаді він змінив систему акторського навчання, ввівши нові лекції, щоб випускники відповідали новим вимогам в кінематографі і на телебаченні. У цей час він також став засновником і першим художнім керівником власного театру — Театру на Волі (Teatr na Woli) у Варшаві. Там він зіграв у безлічі п'єс, включаючи роль Гойї в п'єсі «El sueño de la razón» Антоніо Буеро Вальєхо, головну роль в п'єсі «Фантазії» Словацького і роль Сальєрі в п'єсі Пітера Шеффера «Амадей». Він також знявся в багатьох фільмах, в тому числі в «Випадку» Кшиштофа Кесьлевському, «Контракті» Кшиштофа Зануссі та «Людині з мармуру» Анджея Вайди.
Згодом популярність Ломницкого почала падати. Ломницький був активним членом правлячої Польської об'єднаної робітничої партії (ПОРП). У 1980 був кооптований в ЦК ПОРП. Був прихильником компромісу правлячої партії з профспілкою Солідарність, непублічно висловлювався проти введення воєнного стану. При воєнному стані в 1981 пішов з усіх посад і припинив членство в ПОРП. Однак його репутації так ніколи і не були відновлені.
У 1980-х роках проблеми зі здоров'ям дозволяли йому грати на сцені тільки в епізодичних ролях. У 1991 році Ломницький отримав головну роль в трагедії У. Шекспіра «Король Лір», прем'єра мала відбутися 29 лютого 1992 року, але за тиждень до неї Ломницький раптово помер від серцевого нападу під час репетиції на сцені Нового театру в Познані.
Його ім'я в 1996 році було присвоєно варшавському Театру на Волі а в 2002 році — Новому театру в Познані.